# Mauricio Landra
Mauricio Alberto Landra (ur. 29 stycznia 1972 w Larroque) – argentyński duchowny katolicki, biskup pomocniczy Mercedes-Luján od 2023.

## Życiorys
Święcenia kapłańskie otrzymał 18 grudnia 1998 i został inkardynowany do diecezji Gualeguaychú. Przez kilkanaście lat pracował jako wikariusz i proboszcz kilku diecezjalnych parafii. W latach 2004–2012 pełnił funkcję wiceprezesa diecezjalnej Caritas. W 2007 uzyskał stopień doktora prawa kanonicznego na Pontificia Universidad Católica Argentina w Buenos Aires. Był również wikariuszem generalnym  diecezji w latach 2010–2013. W latach 2013–2019 pracował naukowo jako dziekan Wydziału Prawa Kanonicznego "Santo Toribio de Mogrovejo". Od 2019 jest wikariuszem sądowym, przewodniczącym Trybunału Międzydiecezjalnego oraz rektorem diecezjalnego Seminarium Duchownego María, Madre de la Iglesia.
9 sierpnia 2023 papież Franciszek prekonizował go biskupem pomocniczym archidiecezji Mercedes-Luján ze stolicą tytularną Trisipa.
14 października 2023 otrzymał święcenia biskupie w Bazylice Matki Bożej z Luján. Udzielił mu ich Jorge Scheinig, arcybiskup Mercedes-Luján, któremu asystowali Héctor Zordán MSSCC, biskup Gualeguaychú, Ricardo Oscar Faifer, biskup senior Goya oraz Jorge Eduardo Lozano, arcybiskup San Juan de Cuyo.